# Монтовты
Монто́вты, Монто́втовичи — литовский шляхетский род. Основателем рода был литовский боярин Монтовт герба «Топор» (Montowt, Montold, Montuch; в крещении — Александр) — староста солечницкий в 1422—1435 годах (позднее получил Солечники во владение от великого князя Сигизмунда), в 1440 году — староста эйшишский. Имел четырёх сыновей: Бартоша, Конрада, Михаила и Товтивила.
Михаил (ум. 1486) был старостой луцким в 1463—1477 годах, наместником новогродским в 1482—1484 годах, маршалком господарским в 1482 году и с 1483 года — каштеляном трокским. Другой сын Монтовта — Товтивил (Ян, Иван) — был крайчим литовским в 1481 году.
Сын Михаила Юрий (ум. 1508) был старостой кременецким в 1505—1506 годах, а позже занимал должность воеводы киевского.
Согласно Несецкому (а также Северину Урускому и Юлиушу Островскому), род Монтовтов пользовался собственным вариантом (одмяной) герба «Побог».
Анна Монтовт пострадала от манипуляций с опекунством. Ее мачеха повторно вышла замуж, после чего отобрала у Анны имения, доставшиеся ей от двух мужей. В итоге Анну насильно выдали замуж за конюха, который «на правах опекуна подтвердил все записи в пользу мачехи и ее нового супруга».